# Станіславка (Пулавський повіт)
Станіславка (пол. Stanisławka) — село в Польщі, у гміні Вонвольниця Пулавського повіту Люблінського воєводства.
Населення — 47 осіб (2011).
У 1975-1998 роках село належало до Люблінського воєводства.

## Демографія
Демографічна структура станом на 31 березня 2011 року:
|          | Загалом | Допрацездатний вік | Працездатний вік | Постпрацездатний вік |
| -------- | ------- | ------------------ | ---------------- | -------------------- |
| Чоловіки | 27      | 8                  | 16               | 3                    |
| Жінки    | 20      | 4                  | 9                | 7                    |
| Разом    | 47      | 12                 | 25               | 10                   |